# Canton de Zenica-Doboj
 (novembre 2024).
Si vous disposez d'ouvrages ou d'articles de référence ou si vous connaissez des sites web de qualité traitant du thème abordé ici, merci de compléter l'article en donnant les références utiles à sa vérifiabilité et en les liant à la section « Notes et références ».
Zenica-Doboj est un canton de la fédération de Bosnie-et-Herzégovine ayant Zenica comme ville principale.

## Municipalités
Le canton est constitué de 12 municipalités : Breza, Doboj Jug, Kakanj, Maglaj, Olovo, Tešanj, Vareš, Visoko, Zavidovići, Zenica, Žepče et Usora.